# Aller mit Altgewässern und Auenlebensräumen bei Osterloh
Die Aller mit Altgewässern und Auenlebensräumen bei Osterloh ist ein Naturschutzgebiet in der niedersächsischen Stadt Celle im Landkreis Celle.

## Allgemeines
Das Naturschutzgebiet mit dem Kennzeichen NSG LÜ 374 ist circa 60,4 Hektar groß. Es ist vollständig Bestandteil des FFH-Gebietes „Aller (mit Barnbruch), untere Leine, untere Oker“. Im Norden grenzt es an das Naturschutzgebiet „Obere Allerniederung bei Celle“ und ist außer im Süden und Südosten, hier wird das Naturschutzgebiet von der Stadtgrenze zur Gemeinde Wienhausen begrenzt, fast vollständig vom Landschaftsschutzgebiet „Alleraue und Dünen bei Altencelle und Osterloh“ umgeben. Das Gebiet steht seit dem 30. Juni 2021 unter Naturschutz. Zuständige untere Naturschutzbehörde ist der Landkreis Celle.

## Beschreibung
Das Naturschutzgebiet liegt im Südosten der Stadt Celle. Es erstreckt sich von der Stadtgrenze zur Gemeinde Wienhausen bis zur Querung der Aller durch die Kreisstraße 74 beim Celler Ortsteil Altencelle. Das Naturschutzgebiet umfasst die Aller mit ihrem Uferbereich sowie einem Altarm westlich des Celler Ortsteils Osterloh und überwiegend von oft artenreichem Grünland eingenommenen Auenbereichen mit einem Altarm und mehreren Stillgewässern südöstlich von Osterloh. In den Altarmen siedeln unter anderem Gelbe Teichrose, Froschbiss, Krebsschere, Schwimmendes Laichkraut und Südlicher Wasserschlauch. In der Aller ist flutende Wasservegetation zu finden. Sie beherbergt unter anderem Glänzendes und Durchwachsenes Laichkraut. Südöstlich von Osterloh ist kleinflächig ein Binnendünenrest erhalten. Dieser ist überwiegend bewaldet. Daneben sind offene Grasflächen mit Silbergras und offene Sandstellen zu finden.
Der Verlauf der Aller ist im Bereich des Naturschutzgebietes stark reguliert. Der Flusslauf wurde in den 1960er-Jahren deutlich begradigt und durch ein Wehr bei Osterloh unterbrochen. Die Aller wird im Naturschutzgebiet überwiegend von einem schmalen Saum mit Hochstaudenfluren und Röhrichten begleitet, an den sich überwiegend Grünland anschließt. Die Hochstaudenfluren werden unter anderem von Langblättrigem Ehrenpreis, Gelber Wiesenraute und Knotiger Braunwurz gebildet, in den Röhrichten siedelt unter anderem Einfacher Igelkolben. Nur stellenweise sind gewässerbegleitende Gehölze zu finden. Die Niederung der Aller wird bei Hochwasser überflutet.
Das Naturschutzgebiet ist Lebensraum verschiedener Amphibien wie Grasfrosch, Erdkröte, Knoblauchkröte, Teichmolch und Kammmolch, verschiedener Libellen wie Grüne Flussjungfer, Grüne Mosaikjungfer und Östliche Moosjungfer sowie Lebensraum und Jagdrevier für die Fledermausarten Großer Abendsegler, Wasserfledermaus, Zwergfledermaus, Braunes Langohr, Bechsteinfledermaus, Fransenfledermaus, Mückenfledermaus und Rauhautfledermaus. Das Gebiet ist Wanderkorridor für Fischotter und Biber. Die Aller beherbergt unter anderem die Fischarten Bitterling, Steinbeißer und Schlammpeitzger sowie die Rundmäuler Meer-, Fluss- und Bachneunauge und ist zusammen mit ihren Altgewässern Lebensraum verschiedener Großmuscheln. Im Bereich der Binnendüne sind an trockene Lebensräume gebundene Insekten wie der Feldgrille und der Dünensandlaufkäfer heimisch.